# Pholas Dactylus
Il Pholas dactylus (Linnaeus, 1758), volgarmente conosciuto come dattero bianco o ali d'angelo per la sua forma simile appunto all'iconografia delle ali di un angelo, è un mollusco bivalve appartenente alla famiglia Pholadidae.

## Descrizione
Vive nelle acque costiere del nord dell'oceano Atlantico e nel mar Mediterraneo.
Nel Mediterraneo non è molto comune, è molto più diffuso lungo le coste atlantiche, ed a volte si possono trovare alcuni gusci presso la battigia delle spiagge.
È un litodomo ovvero organismo perforatore e predilige habitat rocciosi ma anche lignei e fangosi duri. Per questo motivo la sua raccolta è vietata così come la specie più conosciuta Lithophaga lithophaga, dattero di mare, che è molto più diffuso e pressoché presente in tutte le coste del Mediterraneo.
Le sue carni sono molto pregiate e per poter offrire il prodotto come specie commerciale in alcune regioni costiere del mare Adriatico, Marche e Puglia, sono stati portati avanti progetti di allevamento mettendo a dimora le larve in blocchi artificiali composti da cemento misto a sabbia e cenere di carbone.